# Avro
Az Avro (az alapító nevéből képzett mozaikszó, teljes nevén A.V. Roe and Company) egykor jelentős brit repülőgépgyártó cég volt. Legismertebb gyártmányai az Avro 504-es, amelyet az első világháborúban kiképzőgépként használtak, az Avro Lancaster, a második világháború egyik legkiemelkedőbb bombázója, és a deltaszárnyú Avro Vulcan, a hidegháború emblematikus bombázója.
Az Avrot 1910-ben  alapította Alliott Verdon Roe a manchesteri Great Ancoats Street-i Brownsfield Millben. A vállalat 53 éves fennállása soránt elsősorban Lancashire-ben maradt, a legfontosabb fejlesztési és gyártási telephelyek Alexandra Parkban, Chaddertonban, és a Greater Manchesterhez tartozó Trafford Parkban és Woodfordban voltak. A vállalat 1963-ban beolvadt a Hawker Siddeley Aviationbe, bár az Avro nevet azóta is használják néhány repülőgéptípus megnevezésében.

## Története

### A kezdeti évek és az első világháború
A világ egyik első repülőgép-építő cégét, az A.V. Roe and Companyt 1910. január 1-jén alapította Alliott Verdon Roe és testvére, Humphrey Verdon Roe a manchesteri Brownsfield Millben. Humphreynek főleg pénzügyi és szervezési hozzájárulása volt: a családi szalagüzlet bevételéből finanszírozta a céget, és ügyvezető igazgató volt, amíg 1917-ben belépett a Royal Flying Corpsba, a Brit Királyi Légierő elődjébe. Alliot már korábban is épített egy sikeres repülőgépet, a Roe I Triplane-t, amelyet a Humphrey által gyártott merevítő márka után The Bullseye-nak neveztek el. 1909-ben A. V. Roe véghezvitte az első teljes egészében brit gyártmányú alkatrészekkel megvalósított motoros repülést a londoni Hackney kerületben található Lee Valley Parkban. 1911-ben a fiatal Roy Chadwick Alliott személyes asszisztensként és a cég rajzolójaként kezdett dolgozni, 1918-ban pedig kinevezték főkonstruktőrnek, amely feladatkört élete végéig betöltötte.
Az első Avro repülőgép, amelyet nagyobb darabszámban gyártottak, az Avro E vagy Avro 500 volt, amely először 1912 márciusában emelkedett a levegőbe, és 18 darabot gyártottak le belőle, a legtöbbet az újonnan alakult Királyi Repülő Hadtest (RFC) számára. A vállalat 1912-ben megépítette a világ első zárt pilótafülkével rendelkező repülőgépét, a Type F egyfedelű repülőgépet, majd 1912-ben a kétfedelű Avro G típust is, de egyik sem jutott túl a prototípus stádiumon. A Type 500-as típusból fejlesztették ki az Avro 504-est, amely 1913 szeptemberében repült először. A Hadügyminisztérium kis számban vásárolt belőle az első világháború kitörése előtt, és a típus a háború első hónapjaiban némi frontszolgálatot is teljesített, de leginkább kiképzőgépként ismert, és 1933-ig szolgált ebben a szerepkörben. A gyártás 20 évig tartott, és összesen 8340 repülőgépet gyártottak több gyárban: Hamble, Failsworth, Miles Platting és Newton Heath üzemeiben szerelték össze a gépeket.

### A két háború között
Az első világháború alatti megrendelések fellendülése után a békeidőben az új munkák hiánya súlyos pénzügyi problémákat okozott, és 1920 augusztusában a vállalat részvényeinek 68,5%-át a közeli Crossley Motors vásárolta meg, amelynek sürgősen szüksége volt több gyárterületre az autóipari karosszériagyártáshoz. 1924-ben a vállalat elhagyta a dél-manchesteri Alexandra Park repülőteret, ahol 1918 óta a tesztrepüléseket végezték; a területet később rekreációs és lakásépítési célokra használták fel. A várostól délre, a cheshire-i Woodfordban található New Hall Farmon találtak egy vidéki telephelyet, és alakították ki az új repülőgépgyárukat, amelyet egészen 2011 márciusáig a használt a BAE Systems repülőgyártó vállalat.
1928-ban a Crossley Motors eladta az Avrot az Armstrong Siddeley Holdings Ltd-nek, melynek 1935-ben a leányvállalata lett. Még 1928-ban A.V. Roe kilépett az általa alapított cégből, és megalapította a Saunders-Roe (rövidített formában Saro) vállalatot, amely a második világháború után számos radikális tervet fejlesztett ki harci repülőgépekhez, és végül a légpárnás hajók fejlesztésében bizonyult úttörőnek, maga a Hovercraft elnevezés is eredetileg az ő bejegyzett védjegyük volt, mely idővel köznevesült. A sors iróniája, hogy ez a cég végül 1 évvel túlélte az általa alapított eredeti vállalatot.

### A második világháború

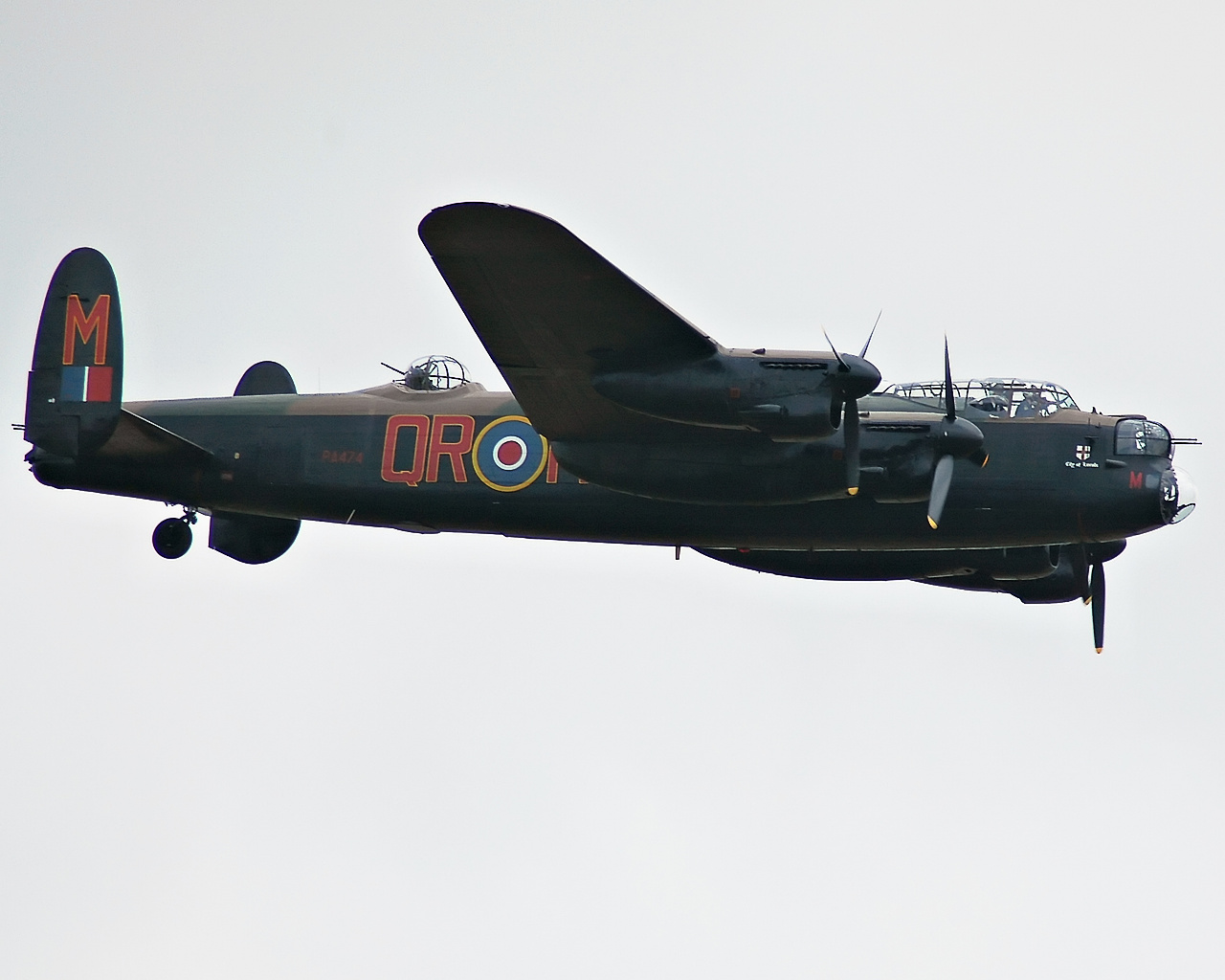
Avro Lancaster

A vállalat, megőrizve a kiképző repülőgépek tervezésében való jártasságát, az 1930-as években Avro Tutor néven egy robusztusabb kétfedelű repülőgépet épített, amelyet a Királyi Légierő (RAF) is nagy mennyiségben vásárolt. Ezt követte az Anson nevű, két csillagmotorral felszerelt utasszállító repülőgép, de amikor Európában elkezdett nőni a politikai feszültség, a cég ismét a harci repülőgépekre helyezte a hangsúlyt. A második világháború során az Avro Manchester, a Lancaster és a Lincoln bombázók szereztek nagy jelentőséget. Több mint 7000 Lancastert építettek, amellyel a legnagyobb darabszámú brit bombázó lett, és képességeinek köszönhetően a híressé vált Chastise hadművelet során is bevetették őket a német gátak ellen. A típus hordozta emellett a háború legnehezebb bombatölteteit, köztük a 10 000 kg tömegű Grand Slam bombát. Az darabszám közel felét az Avro Woodford (Stockport) és Chadderton (Oldham) telephelyein építették, mintegy 700 Lancastert pedig a Leeds Bradford repülőtér (korábban Yeadon Aerodrome) melletti Avro „árnyékgyárban” Leeds északnyugati részén. Ez a gyár önmagában 17 500 munkást foglalkoztatott, amikor Yeadon teljes lakossága mindössze 10 000 fő volt. Akkoriban ez volt a legnagyobb épület Európában a 140 000 négyzetméteres alapterületével, és a tetejét mezők és sövények hozzáadásával álcázták, hogy elrejtsék az ellenséges repülőgépek elől. A gyárból a kifutópályára vezető régi gurulóút máig látható.

### A hidegháború idején

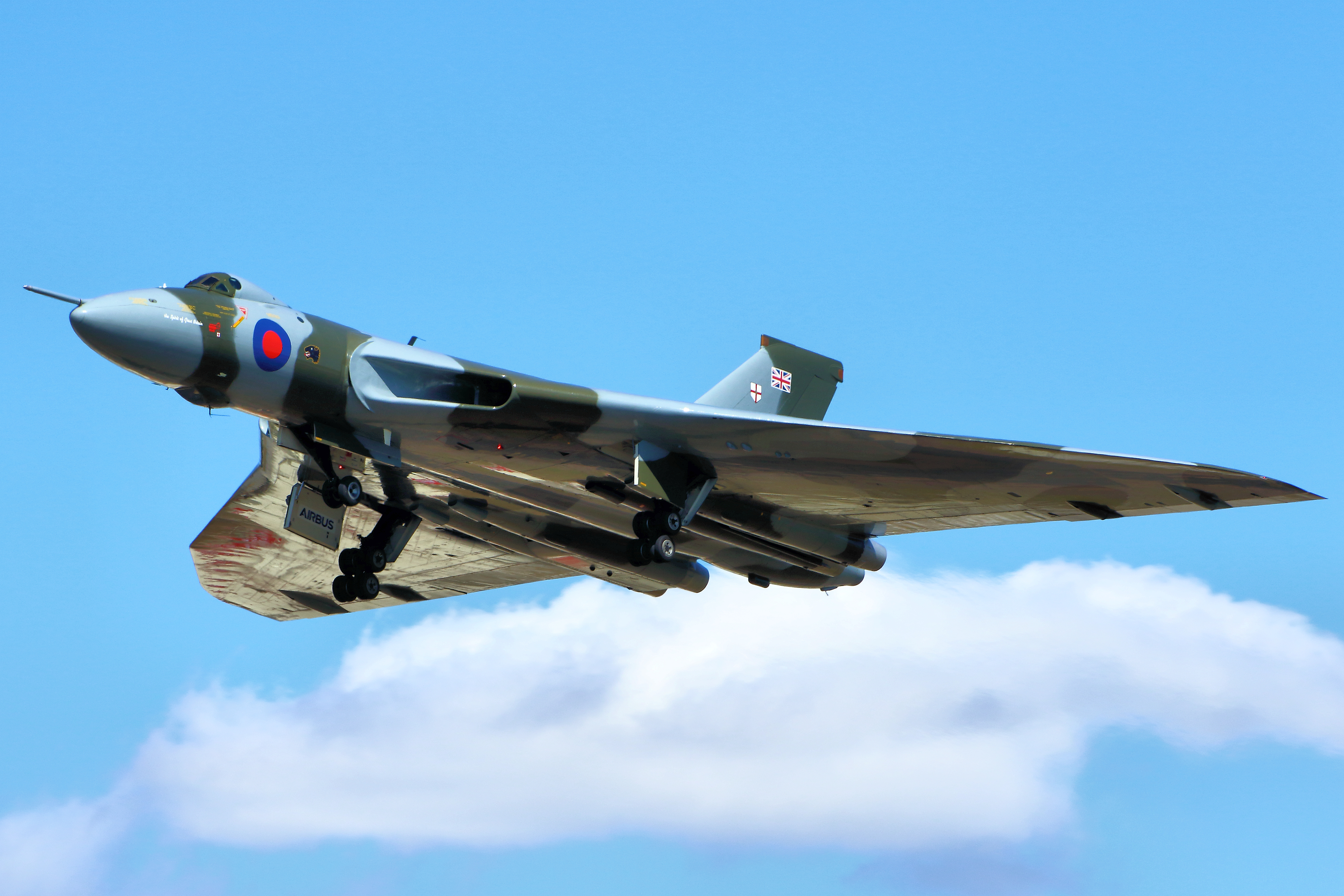
Avro Vulcan

A polgári Lancastrian utasszállító és a tengerészeti felderítő Shackleton egyaránt a sikeres Lancaster átalakításából származott. A Tudor a háború utáni Avro nyomástartó, de problémás utasszállító repülőgépe volt, amely a Bristol, a Canadair, a Douglas, a Handley Page és a Lockheed gyártók által támasztott erős konkurenciával nézett szembe. A prototípus egyik próbarepülése során ráadásul lezuhant, és a balesetben életét vesztette a korábbi sikertípusokat tervező Roy Chadwick is.  A Lincolnéval azonos szárnyakkal és hajtóművekkel rendelkező típus csak rövid (34 darabos) sorozatgyártást ért el, miután 1945 júniusában végrehajtott első repülése után a BOAC megrendelését törölték. A régebbi Avro York valamivel sikeresebb volt mind a RAF-nál, mind a kereskedelmi forgalomban, és négyzetes keresztmetszetű törzs jellemezte. Mind a Tudorok, mind a Yorkok fontos humanitárius szerepet játszottak a berlini blokád idején fennállt légihídban.
A háború utáni legnagyobb siker a négy sugárhajtóműves, deltaszárnyú Vulcan bombázó, amelyet eredetileg nukleáris csapásmérő repülőgépnek terveztek, és a brit nukleáris elrettentés fenntartására használták. A gépeket a szintén a cég által fejlesztett Avro Blue Steel atomrakétákkal fegyverezték fel. A Vulcan később hagyományos bombázóként teljesített szolgálatot az 1982-es Falkland-szigeteki háború idején a Black Buck hadművelet során, amely akkor a világ leghosszabb bombázóbevetésének számított. A máig megmaradt Vulcanok múzeumi kiállítási tárgyként nagy becsben vannak tartva.
Az Avro 748-as típusú, két Rolls-Royce Dart hajtóműves két turbólégcsavaros utasszállító repülőgépet az 1950-es években fejlesztették ki, és világszerte széles körben értékesítették légitársaságoknak és kormányoknak. A RAF 6 darabot vásárolt a Queen's Flight számára, és egy hátrafelé nyíló rakodó rámpával és térdelő fő futóművel ellátott változatot Andover néven 31 példányban adtak el a RAF-nak.

### Összeolvadás
Amikor a vállalatot 1963 júliusában az 1957-es védelmi fjelentést követően beolvasztották a Hawker Siddeley Aviationbe, az Avro név használata megszűnt. A márka még mindig erős örökséggel rendelkezett, és a későbbiekben a British Aerospace 1994 és 2001 között az Avro RJ (regional jet) márkanevet használta az RJ70, RJ85 és RJ100 típusoknál, amelyek eredetileg a BAe 146-100, BAe 146-200 és BAe 146-300 típusokon alapultak. Ezt a négymotoros sugárhajtású repülőgéptípust néha (némileg helytelenül) Avro 146-nak is nevezik.
A BAe ATP (Advanced Turbo Prop) konstrukció az Avro 748-asból fejlődött ki, és továbbra is használnak példányokat rövidebb, főként belföldi menetrend szerinti légi járatokon. Néhány Avro 504-es, Tutor, Anson és Lancaster repülőgépet tartanak fenn a mai napig repülőképes állapotban. A Shackleton 39 évével a RAF leghosszabb aktív szolgálati idejű repülőgépe volt, amíg 1998-ban az English Electric Canberra túl nem szárnyalta.

## Fordítás
- Ez a szócikk részben vagy egészben  az   Avro című angol Wikipédia-szócikk ezen változatának fordításán alapul.  Az eredeti cikk szerkesztőit annak laptörténete sorolja fel. Ez a jelzés csupán a megfogalmazás eredetét és a szerzői jogokat jelzi, nem szolgál a cikkben szereplő információk forrásmegjelöléseként.